# Storchen

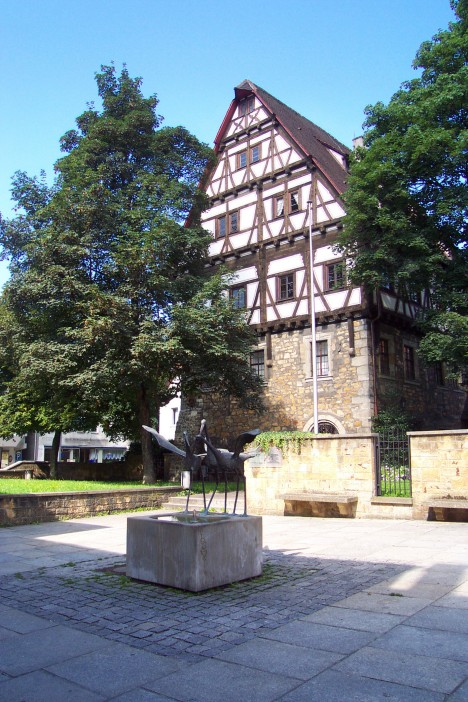
Der Storchen

Der Storchen, auch Liebensteinsches Schlösschen genannt, ist ein im 16. Jahrhundert erbautes Herrenhaus und das älteste Wohnhaus in Göppingen. Heute befindet sich im Haus das Städtische Museum Göppingen.

## Geschichte
Im 16. Jahrhundert wendeten sich aufgrund geschäftlicher Interessen die Herren von Liebenstein von ihrem Stammsitz ab und dem Sauerbrunnenbad, einem Schwefelheilbad in Göppingen, und ihren Besitzungen in Jebenhausen zu. Deshalb ließ Hans von Liebenstein um 1536 in der Nähe des Fischtores, durch das eine Straße in Richtung des Sauerbrunnenbades führte, an der heute nicht mehr existierenden Stadtmauer ein Herrenhaus errichten. Das Haus wurde als Fachwerkbau mit zwei massiven Geschossen und Satteldach errichtet und ist heute größtenteils noch im Original vorhanden. Seit dem Bau befand sich das Schloss fast 250 Jahre im Besitz der Herren von Liebenstein, obwohl es nach dem Bau des Schlosses Liebenstein in Jebenhausen zum Witwensitz wurde. Um 1780 wurde das Schloss vom Göppinger Arzt Dr. Oettinger gekauft. Aufgrund seines großzügig angelegten Gartens auf der Nord- und Ostseite überstand das Schloss den Göppinger Stadtbrand 1782 unbeschädigt und ist somit heute das älteste Wohnhaus der Altstadt. Nach mehreren Besitzerwechseln gelangte das Schloss Mitte des 19. Jahrhunderts an den Gastwirt Georg Bantel, welcher im ersten Stock des Gebäudes eine Weinwirtschaft eröffnete. Da sich in der Weinstube 1860 der Fasnachtsverein „Storchiana“ gründete, erhielt das Gebäude im Laufe der Zeit den Namen Storchen. Bantel vererbte das Schloss seinem Schwiegersohn Karl Eugen Langenbein, dessen Familie das Gebäude 1938 an die Stadt Göppingen verkaufte. 1939 wurde im Rahmen einer Sanierung des Schlosses das bis dahin übertünchte fränkische Fachwerk freigelegt. Obwohl eine Nutzung des Gebäudes als Heimatmuseum schon Ende der 1930er Jahre in Betracht gezogen worden war, konnte das Städtische Museum aufgrund des Zweiten Weltkriegs erst 1949 eröffnet werden. Von August 2012 bis zum Frühjahr 2014 wurde das Gebäude saniert, wobei vor allem brandschutztechnische Maßnahmen sowie der Einbau einer moderneren Beleuchtungstechnik im Vordergrund der Sanierung standen.